# Fabián Muñoz Fernández
Fabián Muñoz Fernández (Puertollano, Ciudad Real, España, 27 de enero de 1948) es un exfutbolista español que jugaba como defensa.

## Clubes
| Club                   | País   | Año       |
| ---------------------- | ------ | --------- |
| Atlético Calvo Sotelo  | España | 1966-1969 |
| Calvo Sotelo C. F.     | España | 1969-1970 |
| Real Sporting de Gijón | España | 1970-1976 |
| Calvo Sotelo C. F.     | España | 1976-1982 |